# Kékfejű földiszalakóta
A kékfejű földiszalakóta (Atelornis pittoides) a madarak osztályának szalakótaalakúak rendjébe, a földiszalakóta-félék (Brachypteraciidae) családjába tartozó faj.

## Rendszerezése
A fajt Frédéric de Lafresnaye francia ornitológus írta le 1834-ben, a Brachypteracias nembe  Brachypteracias pittoides néven.

## Előfordulása
Madagaszkár keleti részén honos. Természetes élőhelyei a szubtrópusi és trópusi síkvidéki és hegyi esőerdők, lombhullató erdők, valamint ültetvények. Állandó nem vonuló faj.

## Megjelenése
Testhossza 29 centiméter, testtömege 83-108 gramm.
|  |

## Életmódja
Gerinctelenekkel, köztük hangyákkal, bogarakkal, pillangókkal, csótányokkal, egyéb rovarokkal és férgekkel táplálkozik, de kisebb gerinceseket is fogyaszt.

## Természetvédelmi helyzete
Az elterjedési területe nagyon nagy, egyedszáma pedig stabil. A Természetvédelmi Világszövetség Vörös listáján nem fenyegetett fajként szerepel.

## További információ
- Képek az interneten a fajról
- Ibc.lynxeds.com - videók a fajról
- Xeno-canto.org - a faj hangja és elterjedési területe